# Kassenzahnärztliche Vereinigung Westfalen-Lippe
| Kassenzahnärztliche Vereinigung Westfalen-Lippe | Kassenzahnärztliche Vereinigung Westfalen-Lippe                               |
| ----------------------------------------------- | ----------------------------------------------------------------------------- |
| Organisation                                    | Zahnärztliche Selbstverwaltung                                                |
| Rechtsform                                      | Körperschaft des öffentlichen Rechts (Deutschland)                            |
| Aufsichtsbehörde                                | Ministerium für Arbeit, Gesundheit und Sozialesdes Landes Nordrhein-Westfalen |
| Sitz                                            | Auf der Horst 25, 48147 Münster                                               |
| Vorstand                                        | Holger Seib, Vorstandsvorsitzender Michael Evelt, stv. Vorstandsvorsitzender  |
| Mitglieder                                      | Vertragszahnärzte in Westfalen-Lippe insgesamt 5868 Zahnärzte.                |
| Abrechnungsvolumen                              | 2023: 1,735 Mrd. €                                                            |

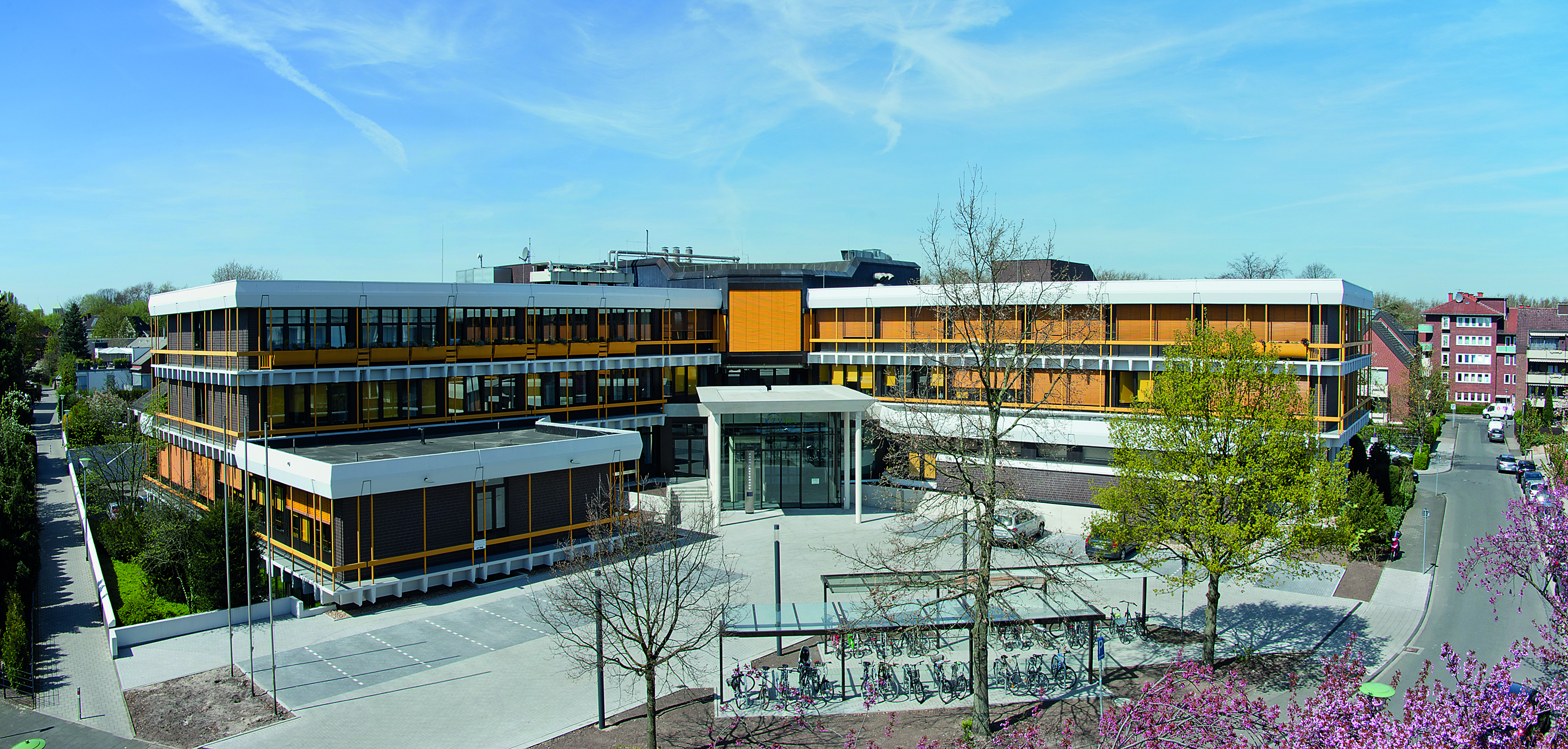
Verwaltungssitz in Münster

Die Kassenzahnärztliche Vereinigung Westfalen-Lippe (KZVWL) vertritt die Vertragszahnärzte in Westfalen-Lippe und ist per Gesetz eine Körperschaft des öffentlichen Rechts. Sie ist als Selbstverwaltung für die Sicherstellung der vertragszahnärztlichen Versorgung verantwortlich und Teil der Interessenvertretung der Vertragszahnärzte in NRW im Sinne des § 75 SGB V. Wichtige Strukturen sind neben dem zweiköpfigen hauptamtlichen Vorstand die 50 Mitglieder umfassende Vertreterversammlung mit ihrem Vorsitzenden und der Haupt-, Finanz und Satzungsausschuss. Über Umlagen und Beiträge der Vertragszahnärzteschaft wird die Verwaltung komplett eigenfinanziert. Die Aufsicht führt das Ministerium für Arbeit, Gesundheit und Soziales des Landes Nordrhein-Westfalen. Die Aufsicht erstreckt sich auf die Beachtung von Gesetz und sonstigem Recht, des Haushalts- und Rechnungswesens einschließlich der Statistiken und des Vermögens. Die KZVWL hat ihren Sitz in Münster/Westfalen.

## Aufgaben
Die Aufgaben der Selbstverwaltung der KZVWL sind im SGB V als Rechte und Pflichten einer Körperschaft des öffentlichen Rechts im Einzelnen beschrieben worden. Hierzu gehört die Wahrnehmung von Rechten der Vertragszahnärzte gegenüber den Krankenkassen. Das berechtigte Interesse der Mitglieder liegt insbesondere darin, dass möglichst günstige Verträge mit den Verbänden der gesetzlichen Krankenkassen ausgehandelt werden (z. B. Gesamtverträge, angemessene Vergütungsvereinbarungen, Prüfvereinbarungen usw.). Im Weiteren ist die Honorarverteilung für die an der vertragszahnärztlichen Versorgung teilnehmenden Zahnärzte nach einem festgelegten Honorarverteilungsmaßstab (HVM) zu regeln. Ziel der Selbstverwaltung ist es, möglichst unbürokratisch, schnell und kostengünstig im Interesse ihrer Mitglieder zu handeln. Eine zentrale Aufgabe sieht die KZVWL auch in der Vertretung der vertragszahnärztlichen Anliegen in der Öffentlichkeit, in der Mitarbeit bei der Weiterentwicklung des Systems der sozialen Sicherung und in der Weiterentwicklung der vertragszahnärztlichen Versorgung sowie der Sicherung der wirtschaftlichen Existenz der Vertragszahnärzte.
Die KZVWL hat die zahnärztliche und kieferorthopädische Versorgung für die Versicherten der gesetzlichen Krankenkassen sicherzustellen. Die Sicherstellung umfasst auch einen ausreichenden Notdienst. Der aktuelle zahnmedizinische Standard wird durch die Vereinbarungen mit den gesetzlichen Krankenkassen definiert, z. B. durch den "Einheitlichen Bewertungsmaßstab für zahnärztliche Leistungen (Bema)" oder die "Richtlinien des Bundesausschusses der Zahnärzte und Krankenkassen für eine ausreichende, zweckmäßige und wirtschaftliche vertragszahnärztliche Versorgung".
Ein weiterer wesentlicher gesetzlicher Aufgabenbereich der KZVWL ist die Gewährleistung. Sie verpflichtet die KZVWL zur:
- Überprüfung der Abrechnung auf sachlich/rechnerische Richtigkeit,
- Kontrolle der Einhaltung der Pflichten der Vertragszahnärzte im Rahmen ihrer vertragszahnärztlichen Tätigkeit
- Qualitätsprüfung.

## Organe der Selbstverwaltung
Das Selbstverwaltungsorgan der Kassenzahnärztlichen Vereinigung Westfalen-Lippe ist die Vertreterversammlung.
Die Mitglieder der KZVWL wählen jeweils für die Dauer von sechs Jahren (aktuelle Legislaturperiode 2017–2022) die ehrenamtlichen Mitglieder der Vertreterversammlung. Der Vertreterversammlung gehören in der laufenden Legislaturperiode 50 Delegierte an. Gesetzliche Aufgaben der Vertreterversammlung sind Beschlussfassung über die Satzung sowie weitere Aufgaben gemäß Satzung:
- Aufstellung und Änderung der Satzung, der Wahlordnung, der Fortbildungsordnung, der Disziplinarordnung und der Notfalldienstordnung
- Kontrolle des Vorstandes
- Entscheidungen, die für die KZVWL von grundsätzlicher Bedeutung sind
- Aufstellung und Änderung der Geschäftsordnung der Vertreterversammlung
- Aufstellung und Änderung einer Reisekosten- und Entschädigungsordnung für die Mitglieder der Selbstverwaltung als Bestandteil der Satzung
- Festlegung des Haushaltsplanes sowie Festsetzung der Beiträge und Umlagen
- Abnahme der Jahresrechnung und der Berichte des Vorstandes sowie die Entlastung des Vorstandes
- vorherige Einwilligung zum Erwerb, Belastung und Veräußerung von Grundbesitz und der Errichtung von Gebäuden, der Vorsitzende der Vertreterversammlung soll bei der Durchführung mitwirken
- Wahl des Vorsitzenden der Vertreterversammlung und seines Stellvertreters sowie deren Abwahl durch konstruktives Misstrauensvotum
- Wahl der Mitglieder des Vorstandes sowie des Vorsitzenden und des stellvertretenden Vorsitzenden des Vorstandes
- Wahl von Delegierten und Ersatzdelegierten zur Vertreterversammlung der KZBV, soweit sie nicht gesetzlich bestimmt sind
- Errichtung von Ausschüssen der Vertreterversammlung sowie die Wahl ihrer Mitglieder und die Einrichtung einer oder mehrerer Widerspruchsstellen, die Festlegung der Zahl ihrer Mitglieder und derer Wahl sowie Erlass einer Verfahrensordnung
- Errichtung von Bezirksstellen
- Wahl und Entsendung von Vertretern der Zahnärzte in die durch Gesetz oder Vertrag vorgesehenen Ausschüsse, soweit sie nicht dem Vorstand vorbehalten sind
- Erörterung von Gesamtverträgen
- Zustimmung zur Übernahme weiterer Aufgaben im Sinne des § 3 Absatz 1 Satz 2 dieser Satzung
- Vertretung der KZVWL gegenüber dem Vorstand und dessen Mitgliedern
- Entscheidung über eine Amtsenthebung und eine Amtsentbindung eines Mitgliedes des Vorstandes.

## Vorstand
Die Vertreterversammlung wählt den hauptamtlichen Vorstand der KZVWL. Aus der Mitte der gewählten Vorstandsmitglieder werden der Vorsitzende und dessen Stellvertreter ebenfalls von der Vertreterversammlung gewählt.
Der Vorstand hat neben der gerichtlichen und außergerichtlichen Vertretung der KZVWL alle Aufgaben wahrzunehmen, die sich die VV nicht per Satzung vorbehalten hat. Zur Aufgabenbewältigung steht dem Vorstand die Verwaltung der KZVWL zur Verfügung.

### Ausschüsse
Zur Unterstützung der Vorstandsarbeit und der Arbeit der VV wurden verschiedene Ausschüsse eingerichtet. Die Ausschüsse der Selbstverwaltung sind nur mit ehrenamtlichen Mitgliedern der KZVWL besetzt. Hierbei handelt es sich z. B. um den Satzungsausschuss, Finanzausschuss, Widerspruchsstelle und die Disziplinarausschüsse. Daneben gibt es gemeinsame Ausschüsse der KZVWL und der Verbände der gesetzlichen Krankenkassen (z. B. Landesausschuss, Landesschiedsamt, Zulassungs- und Berufungsausschuss, Prüfungs- und Prüfungsbeschwerdeausschüsse, Arbeits- und Leitungsausschuss des Arbeitskreises Zahngesundheit, Schlichtungsausschuss).

## Serviceleistungen
Die KZVWL bietet Beratungen, Informationsveranstaltungen und Seminare zu verschiedenen Themen.